# テトラ-tert-ブチルメタン
テトラ-tert-ブチルメタン (Tetra-tert-butylmethane) は机上の有機化合物で、分子式は C17H36 または ((H3C-)3C-)4C である。アルカンへ分類でき、ヘプタデカンの異性体の中で最もコンパクトなものである。
興味深いことにこの化合物は、この世に存在しない飽和鎖状炭化水素の中で最も小さなものであると考えられている。存在できないのは立体障害のためである。
ちなみに、2012年現在、存在不可能と考えられている最小の飽和鎖状炭化水素は、イソプロピル-トリ-tert-ブチルメタンである。